# Българско общество (организация)
Българското общество (БО) е емигрантска политическа организация, създадена в Букурещ (Румъния) през юни 1868 г.
Българското общество възниква като продължение на ТБЦК в Букурещ. В създаването участват и дейци на Добродетелна дружина. Сред членовете са Иван Касабов (секретар), Димитър Ценович, Константин Чокан, Спиро Константинов и др. Печатен орган на организацията е вестник „Народност“. В своята работа организацията продължава политическите позиции на ТБЦК и подпомага революционното движение. Съществен е нейният принос за въоръжаването на Четата на Хаджи Димитър и Стефан Караджа, чета на Филип Тотю (не преминава в Българско) и дава парична помощ на Васил Левски да започне първата си обиколка из българските земи. След разногласия в средите на организацията от началото на 1869 г. постепенно прекратява дейността си.